# Pápua törpesas
A pápua törpesas (Hieraaetus weiskei) a madarak (Aves) osztályának a vágómadár-alakúak (Accipitriformes) rendjébe, ezen belül a vágómadárfélék (Accipitridae) családjába tartozó faj. 
Magyar neve forrással, nincs megerősítve.

## Rendszerezése
A fajt Anton Reichenow német ornitológus írta le 1900-ban, az Eutolmaetus nembe Eutolmaetus weiskei néven. Sokáig az ausztrál törpesas (Hieraaetus morphnoides) alfajaként volt besorolva Hieraaetus morphnoides weiskei néven.

## Előfordulása
Új-Guinea szigetén, Indonézia és Pápua Új-Guinea területén honos. Természetes élőhelyei a  szubtrópusi és trópusi síkvidéki és hegyi esőerdők, szavannák és cserjések. Állandó, nem vonuló faj.

## Természetvédelmi helyzete
Az elterjedési területe rendkívül nagy, egyedszáma csökken, de még nem éri el a kritikus szintet. A Természetvédelmi Világszövetség Vörös listáján nem fenyegetett fajként szerepel.